# Lillehammer
Lillehammer (norveška izgovorjava: [ˈlɪ̂lːəˌhɑmːər]) je občina v okrožju Innlandet na Norveškem. Leži v tradicionalnem okrožju Gudbrandsdal. Upravno središče občine je mesto Lillehammer. Nekatere izmed pomembnejših vasi v občini so Fåberg, Hunderfossen, Jørstadmoen, Vingnes in Vingrom.
S 478 kvadratnimi kilometri je občina 211. največja po površini od 356 občin na Norveškem. Lillehammer je 38. najbolj naseljena občina na Norveškem z 28.425 prebivalci. Gostota prebivalstva v občini je 63,1 prebivalca na kvadratni kilometer, prebivalstvo pa se je v zadnjih 10 letih povečalo za 6,2 %.
Mesto Lillehammer je največje mestno središče v občini. Leži v osrednjem delu občine in je obkrožena z bolj podeželskimi območji. Mestno središče je središče lesenih hiš iz poznega 19. stoletja, ki uživa na slikoviti lokaciji s pogledom na severni del jezera Mjøsa in reko Lågen, obdano z gorami. Lillehammer je gostil zimske olimpijske igre 1994 in zimske olimpijske igre mladih 2016.

### Splošne informacije
Občina je bila ustanovljena 1. januarja 1838. 1. januarja 1906 je Lillehammer priključil majhno sosednjo občino Fåberg (prebivalstvo: 140), da bi naredil prostor za večjo širitev, ko je mesto raslo. V 1960-ih je bilo po vsej Norveški veliko občinskih združitev zaradi dela odbora Schei. 1. januarja 1964 je bilo mesto Lillehammer (prebivalstvo: 5905) združeno z občino Fåberg (prebivalstvo: 13.381) v novo, večjo občino Lillehammer.
Norveška cerkev ima šest župnij (sokn) v občini Lillehammer. Je del Sør-Gudbrandsdal prosti (dekanije) v škofiji Hamar.

### Ime
Občina (prvotno župnija) je dobila ime po stari kmetiji Hamar (staronordijsko Hamarr), saj je bila tam zgrajena prva cerkev Lillehammer. Ime je enako besedi hamarr, ki pomeni 'kamen' ali 'skalnat hrib'. Da bi ga razlikovali od bližnjega mesta Hamar in škofije Hamar, so ga začeli imenovati 'mali Hamar': Lilþlæ Hamar in Litlihamarr ter končno Lillehammer. Omenjen je tudi v staronordijskih sagah kot Litlikaupangr ('Malo trgovsko mesto').

## Zgodovina
Mesto Lillehammer leži na severnem koncu največjega norveškega jezera Mjøsa. Tu so verjetno obstajale naselbine že od železne dobe in tukajšnja tržnica je bila omenjena v sagi Hákonar saga Hákonarsonar leta 1390. Omenjena je tudi kot prizorišče sestavljanja skupščine Thing leta 1390. Izročilo pravi, da sta se tukaj v Lillehammerju birkebeinerja Torstein Skjevla in Skjervald Skrukka leta 1205 pridružila kraljevemu sinu (in bodočemu kralju), Haakonu, preden sta odpotovala v Østerdalen (dogodek, ki se ga vsako leto spominjamo marca vse do danes). Od srednjega veka je tu  Lillehammerska cerkev.
Vas je dobila trške pravice 7. avgusta 1827. Takrat je v mejah novoustanovljenega kraja živelo 50 ljudi. To mesto je bilo izbrano, ker v celotnem Christians amt (okrožju) ni bilo drugih mest in je bilo ob reki Gudbrandsdalslågen, celotna dolina Gudbrandsdal pa je bila glavna prometna pot od prestolnice do severne Norveške. V dveh letih po ustanovitvi mesta je število prebivalcev naraslo na 360 ljudi. Za ustanovitelja mesta štejejo trgovca Ludviga Wieseja (ob 100-letnici mesta leta 1927 so v mestu postavili njegov kip). Postavitev glavne železniške proge od prestolnice v Christianiji do Eidsvolla je bila zaključena leta 1852. Ta železniška proga je bila povezana s parniki vzdolž jezera Mjøsa, ki so vozili do Lillehammerja, od tam pa je na novo postavljena cesta vzpostavila povezave naprej v dolino Gudbrandsdalen. Ta transportni sistem je omogočil tranzit lesa in kmetijskega blaga iz celega okrožja v prestolnico in prispeval k rasti mesta Lillehammerja.
Leta 1973 je Mosad ubil maroškega natakarja, ki ga je zamenjal za palestinskega terorista Alija Hassana Salameha, kar je postalo znano kot afera Lillehammer.
Lillehammer je znan kot tipično prizorišče zimskih športnih dogodkov; bilo je mesto gostitelj zimskih olimpijskih iger 1994 in zimskih olimpijskih iger mladih 2016 ter del skupne kandidature z mestom gostiteljem kandidatom Oslom za gostiteljstvo dogodkov v okviru zimskih olimpijskih iger 2022, dokler Oslo 1. oktobra 2014 ni umaknilo svoje ponudbe.
Lillehammer je dom največjega literarnega festivala v nordijskih državah in je bil leta 2017 imenovan za Unescovo mesto literature (Unescov program Mesto literature je del širše mreže ustvarjalnih mest).

## Geografija
Lillehammer leži v spodnjem delu doline Gudbrandsdal, na severnem koncu jezera Mjøsa. Je južno od občine Øyer, jugovzhodno od občine Gausdal, severovzhodno od občine Nordre Land, severno od občine Gjøvik in jugovzhodno od občine Ringsaker. Gora Nevelfjell (1089 m) leži na severovzhodnem delu občine.
Lillehammer ima vlažno celinsko podnebje (Köppen: Dfb) in včasih subarktično podnebje (Köppen: Dfc), s skandinavsko gorsko verigo na zahodu in severu, ki omejuje oceanske vplive. Rekordno najvišjo temperaturo 34 °C so zabeležili junija 1970. Rekordno nizko temperaturo −31 °C so zabeležili decembra 1978 in januarja 1979, enako nizko temperaturo pa januarja 1987 V mesecu avgustu ponoči ni bilo zmrzali od leta 1978 z rekordno nizko temperaturo za ta mesec –0,6 °C. Najhladnejša zabeležena temperatura po letu 2000 je bila –26,2 °C januarja 2010. Povprečni datum zadnje nočne zmrzali (nizko pod 0 °C) spomladi je 10. maj in povprečni datum prve zmrzali jeseni je 30. september (povprečje 1981–2010), kar pomeni povprečno sezono brez zmrzali 142 dni. Sedanja vremenska postaja Lillehammer-Sætherengen je začela delovati leta 1982; ekstremi so tudi iz dveh prejšnjih vremenskih postaj v Lillehammerju.
Občina Lillehammer je razdeljena na naslednja naseljena mesta (tj.: soseske, četrti, vasi, kraji, naselja, skupnosti, zaselki itd.):
- Søre Ål
- Nordre Ål
- Lillehammer Center
- Nybu
- Vårsetergrenda
- Røyslimoen
- Vingnes
- Jørstadmoen
- Fåberg
- Rudsbygd
- Saksumdal
- Vingrom
- Nordseter
- Hovemoen
- Busmoen

## Gospodarstvo
Osnova za gospodarstvo občine je njen položaj kot skrajna severna točka jezera Mjøsa in kot prehod za regijo Gudbrandsdal, skozi katero poteka zgodovinska avtocesta od Osla do Trondheima. Reka Mesna je v preteklih letih zagotovila osnovo za več majhnih industrij, vendar je Lillehammer zdaj skoraj brez industrije.

## Znamenitosti
Poleg olimpijskega mesta Lillehammer ponuja številne druge turistične atrakcije:
- Maihaugen, ki je v središču Lillehammerja, je največji muzej na prostem na Norveškem s 185 stavbami, večinoma iz Lillehammerja in doline Gudbrandsdal.
- Lesena cerkev v Garmoju (zgrajena okoli leta 1150)
- Norveški olimpijski muzej je edini muzej v severni Evropi, ki prikazuje celotno olimpijsko zgodovino od antičnih časov do danes, vključno z vsemi poletnimi in zimskimi igrami. V muzeju je tudi norveška športna dvorana slavnih in poseben del o zimskih olimpijskih igrah Lillehammer `94. Muzej je v notranjem muzeju v Maihaugen.
- Umetnostni muzej Lillehammer
- Hafjell (smučišče 15 km iz Lillehammerja, gostitelj slaloma in superveleslaloma na olimpijskih igrah 1994)
- Kvitfjell (smučišče 55 km iz Lillehammerja, gostitelja smuka na olimpijskih igrah 1994)
- PS Skibladner je najstarejši lopasti parnik na svetu v rednem obratovanju, splovljen leta 1856. Poletne plovbe okoli jezera Mjøsa: Lillehammer, Moelv, Gjøvik, Hamar in Eidsvoll.
- Skakalnica na Lysgårdsbakkene.
- Sjusjøen je smučarska destinacija z gozdom in gorami le 20 km} stran (vzhodno) od središča Lillehammerja v občini Ringsaker.
- Sambandets Utdanning og Kompetansesenter (SBUKS) je vojaška enota, ki je v taborišču Jørstadmoen 3-4 km severozahodno od Lillehammerja.
- Skalne poslikave v Drottenu, Fåberg, zahodno od Gudbrandsdalslågen približno 1,5 km nad mostom Brunlaug.
- Skulptura »Mothership with Standing Matter« avtorja Antonyja Gormleyja v paviljonu arhitektov Snøhetta blizu postaje Lillehammer.

## V popularni kulturi
- Norveško-ameriška izvirna serija Netflix Lilyhammer se odvija v Lillehammerju. V oddaji igra Steven Van Zandt, ki igra Franka "Fikserja" Tagliana, newyorškega mafijca, ki se prek ameriškega programa za zaščito prič preseli v Lillehammer, potem ko so ga zimske olimpijske igre leta 1994 navdihnile, da se preseli na Norveško.
- Toki Wartooth, izmišljeni kitarist iz televizijske oddaje Adult Swim Metalocalypse, se je rodil in odraščal tukaj.

## Pobratena mesta
Lillehammer ima sporazume o pobratenih mestih z naslednjimi kraji:
- Autrans-Méaudre-en-Vercors, Francija
- Hayward, Wisconsin, ZDA
- občina Hørsholm, Danska
- občina Leksand, Švedska
- Minamiuonuma, Japonska
- Oberhof, Nemčija
- Oulainen, Finska

### Prijateljska mesta
- Düsseldorf, Nemčija
- Minakami, Gunma, Japonska
- Radviliškis, Litva[11]
- Sarajevo, Bosna in Hercegovina